# 倉重宜弘
倉重 宜弘(くらしげ よしひろ、1967年6月20日 - )は、日本の実業家。ネイティブ株式会社創業者、代表取締役。一般社団法人全国道の駅支援機構理事長。面白法人カヤックのちいき資本主義事業部長を歴任。地方創生に関する情報発信とふるさと納税支援や地域商社設立、関係人口創出事業などに取り組んでいた。その後、株式会社ビサイズを創業。

## 経歴
1967年6月20日、愛知県犬山市の出身。1986年、愛知県立明和高等学校を卒業。1991年、早稲田大学第一文学部社会学科を卒業。4月、富士総合研究所（現みずほ情報総研）に入社。2000年10月1日、ネットイヤーグループ株式会社に勤務。2009年4月、ネットイヤーモビー取締役。2012年4月、ネットイヤーゼロ取締役新規事業開発担当。デジタルメディア事業「北海道Likers」を開始。2013年、「沖縄CLIP」を開始。2014年4月1日、ネットイヤーグループ地域共創事業部事業部長。「瀬戸内Finder」を開始。2015年7月2日一般社団法人全国道の駅支援機構(現：一般社団法人 道の駅経営パートナーズ）の代表理事に就任。2016年3月1日、ネイティブ株式会社を設立し代表取締役に就任。 2018年12月19日、ゆいまーる沖縄株式会社と業務提携契約を締結。12月21日、広島県大崎上島町で、地域共創型ふるさと納税事業を開始。2019年8月26日、瀬戸内ブランドコーポレーションと資本業務提携。イードと戦略的業務提携について合意。10月2日、地方創生プラットフォーム「ネイティブ.メディア」、関係人口創出を目的とした「地域チャンネル」サービスを開始。2023年5月にM&Aによって面白法人カヤックに合併統合され、同社のちいき資本主義事業部の事業部長を務めた。その後2025年に二度目の起業をしてビサイズ株式会社を創業。地方創生、移住促進/関係人口創出関連の新規事業立ち上げや、ローカルゼブラの伴走支援などに取り組んでいる。